# 太空筆

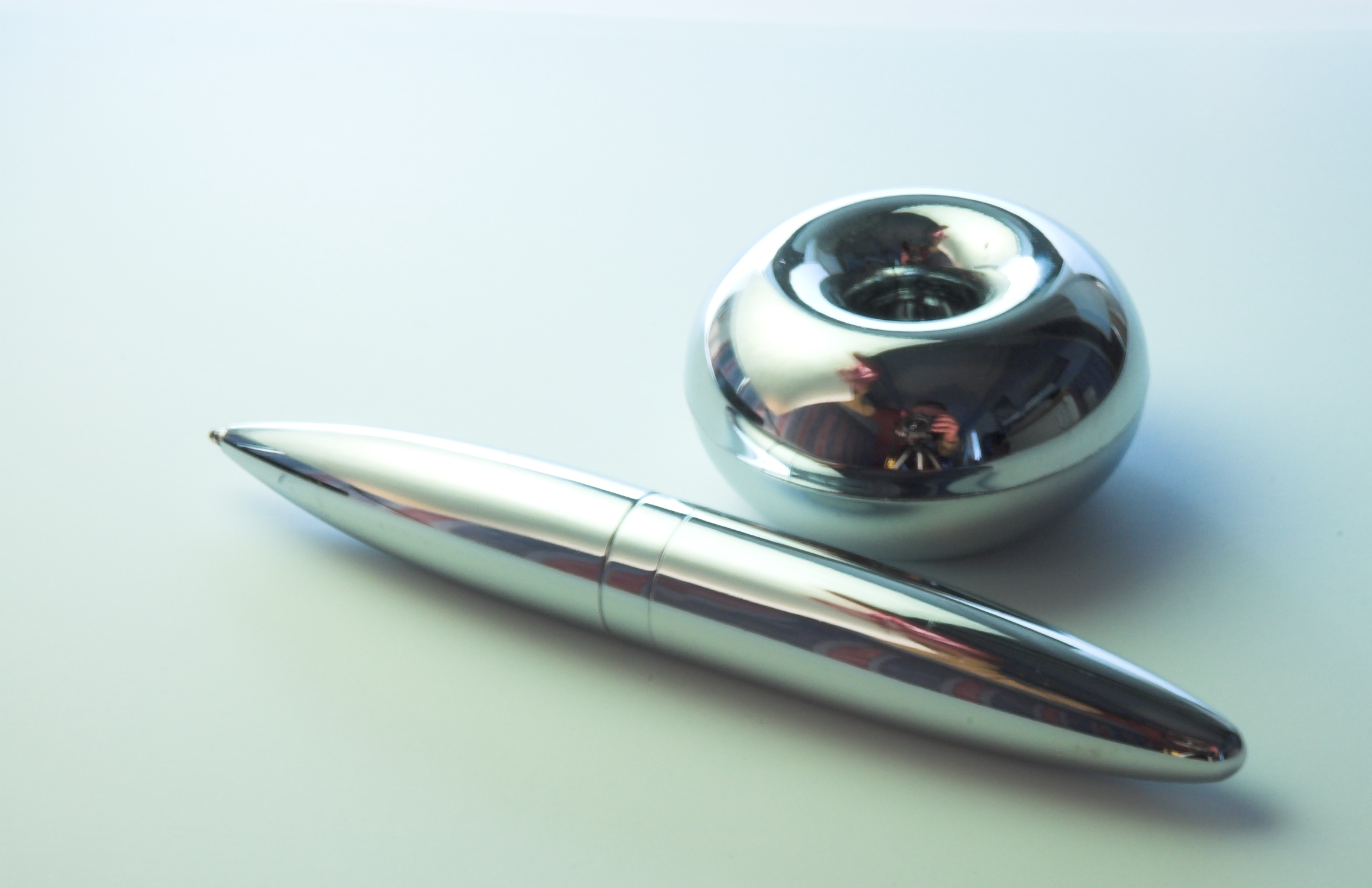
Space Pen 1

太空筆，宇航员專用的筆。由總部位於美國內華達州的飞梭公司所研制，该筆被多国航天中心所采用。事實上大部分的筆都能在太空書寫，太空筆並非美蘇太空科技竞赛的產物，而是因为美國的文具商認為太空船的環境惡劣，主動發展出一種較傳統的書寫工具更適合太空船中使用的筆，後來被實踐證明較其他的筆在太空更好用，本筆是從傳統原子筆改良而來的新技術產品。在太空中航天器内，因傳統的原子筆和墨水筆受到重力和氣壓的限制有時寫不出來，鉛筆、自動鉛筆、毛筆或粉筆等容易產生碎屑無重力下會一直飄浮，需要使用吸塵機清理，因而不适宜使用。在早期的太空船上都用電腦鍵盤或消粍較快的麥克筆書寫，而蠟筆也是一種選擇，但早期美國的太空船內被注入了純氧，他們為了防火而不使用蠟筆，而早期的麥克筆和蠟筆消粍很快又不能寫很小的字，且蠟筆還要避免給陽光直射而熔化，這對狹小的太空船內不方便。阿波羅1號事件證明純氧的環境比當初預料還要危險，所以後來的太空船一律使用普通空氣。值得注意的是，太空筆並不是官方指定的太空書寫工具，雖然中美俄三國的太空船上都有使用，但不是唯一或最常用的書寫工具；由於最新的太空船內解決了防火和鉛筆碎的問題，因此主要使用麥克筆等其他書寫工具。

## 太空筆的發明
1945年，雷諾成立雷諾國際筆業有限公司在美國製造銷售圓珠筆，三個月時間就賺了500萬美元；同年12月，雷諾聘請保羅‧費雪擔任工程師改進產品。1948年，雷諾關閉了他的公司退休養老，保羅‧費雪抓住良機成立自己的製筆公司，名為飛梭太空筆公司。保羅‧費雪是一個處事嚴謹的工程師，為了製造出不漏油，不褪色的高品質圓珠筆，他選擇最好的材料，超硬碳化鎢筆珠與筆尖精密結合，一個碳化鎢筆頭需要27道工序製造，筆珠絕不脫落，解決圓珠筆的漏油問題，特殊超粘油墨保證流暢可靠的書寫功能。在阿波羅1號的失火事故中，三名太空人喪命，保羅‧費雪意識到應該製造一支可以在太空無重力狀態中書寫的筆。在毫無官方的援助的情況下，他個人投入資金200多萬美元，製造出成品送去給美國太空總署（NASA），經過上萬次試驗與試用。在1967年完成供太空人在太空使用的飛梭AG7型太空筆，過沒多久，蘇聯也開始購買飛梭AG7型太空筆（蘇聯在以前曾用蠟筆，但蠟筆容易在高溫中融化；美國也曾用過鉛筆，但因安全理由嘗試改用特製自動鉛筆，後來考量成本而改用太空筆）。

## 太空筆的特性
1. 筆芯內部特殊加壓，因此即使是無重力狀態下也能書寫。
2. 特殊的超黏性油墨，在水裡也可以書寫，寫出的字體不會因水而渲開。
3. 太空與外太空的環境溫度差別很大，有非常高溫，也有非常低溫，太空筆的筆身及筆芯設計都能接受-34℃～121℃的溫度變化。
4. 由於筆芯需要加壓，故筆芯採密閉式的設計，避免與空氣接觸，及加壓氣體外洩，間接保護了油墨不乾涸與揮發。

## 連結
- 飛梭太空筆 美國總部官方網站（页面存档备份，存于）
- youtube片段（页面存档备份，存于）
- youtube片段（页面存档备份，存于）